# Río Tercero

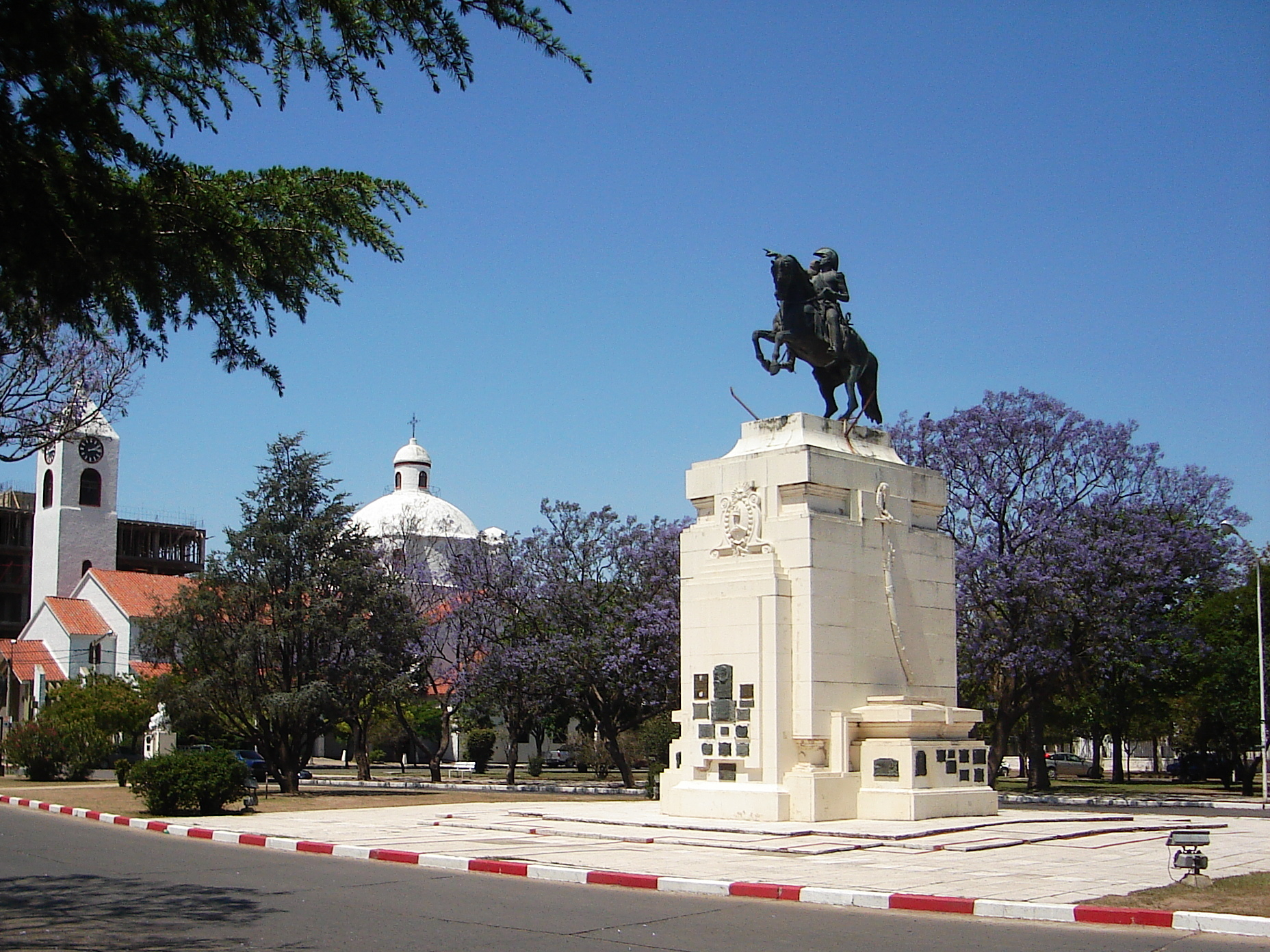
Vista da praça San Martín de Río Tercero

Terceiro Rio é uma cidade da Argentina, localizada no centro de Córdova (província da Argentina), no departamento de Tercero Arriba. Fica a 96 km da capital, Córdova.
Segundo o índice INDEC, sua população em 2010 era de 46.421 habitantes, o que a colocava em 7º lugar na província.